# فيديريكو أوباما
فيديريكو أوباما (بالإسبانية: Federico Obama)‏ هو لاعب كرة قدم إسباني، ولد في 4 فبراير 2000 في مالابو في غينيا الاستوائية. لعب مع أتلتيكو مدريد.

## وصلات خارجية
- فيديريكو أوباما على موقع الاتحاد الأوربي (الإنجليزية)
- فيديريكو أوباما على موقع قاعدة بيانات كرة القدم.إي يو (الإنجليزية)
- فيديريكو أوباما على موقع ناشيونال فوتبول تيمز (الإنجليزية)